# 대구대천초등학교
대구대천초등학교는 대한민국 대구광역시 북구에 있는 공립 초등학교이다.

## 역사
- 1996-11-09 대구대천초등학교 설립 인가
- 1998-09-01 개교 - 대구칠곡초등학교, 대구관천초등학교 1,377명 수용(34학급)
- 1999-03-01 41학급 편성(1,722명)
- 1999-09-01 46학급 편성(1,924명)
- 2000-03-01 대구광역시교육청 지정 교실수업개선 연구학교 운영(2년간)
- 2000-03-01 48학급 편성(2,113명)
- 2000-03-01 교실수업개선 연구학교 지정
- 2000-09-01 최평식 교장 부임
- 2001-10-10 연구학교 2차년도 공개
- 2002-02-20 제3회 졸업식(975명)
- 2002-03-01 40학급 편성(1,709명)
- 2003-02-19 제4회 졸업식(1,281명)
- 2003-03-01 이중희 교장 부임
- 2003-03-01 38학급 편성(1,630명)
- 2004-02-20 제5회 졸업식
- 2004-03-02 40학급 편성(1,535명)
- 2004-05-01 조병삼 교장 부임
- 2005-02-16 제6회 졸업식
- 2005-03-02 39학급 편성(1,373명)
- 2006-02-17 제7회 졸업식
- 2006-03-02 40학급 편성(1,256명)
- 2006-09-01 홍연성 교장 부임
- 2007-02-14 제8회 졸업식
- 2007-03-02 37학급 편성(1,189명)
- 2008-02-20 제9회 졸업식
- 2008-03-01 대구광역시교육청지정 이러닝(e-Learning) 선도시범학교 운영(1년간)
- 2008-03-03 ICT 선도 시범 학교 운영
- 2008-03-03 35학급 편성(1,076명)
- 2009-02-12 제10회 졸업식
- 2009-03-02 32학급 편성(948명)
- 2009-09-01 유재원 교장 부임
- 2010-02-11 제11회 졸업(201명)
- 2010-03-01 32학급 편성(871명)
- 2011-01-15 국가수준학업성취도평가 결과 학력향상우수학교 선정
- 2011-02-15 제12회 졸업(179명)
- 2011-03-02 29(1)학급 편성(766명)
- 2012-02-16 제13회 졸업(163명)
- 2012-03-02 29(1)학급 편성(672명)
- 2012-06-13 교실수업개선 희망학교 선정
- 2012-09-01 이희근 교장 취임
- 2013-02-14 제14회 졸업식 151명(누계 3405명)
- 2013-03-01 28학급 편성(608명), 초등학교 입학식 92명(남 49명, 여 43명)
- 2014-02-14 제15회 졸업식 115명(누계 3520명)
- 2014-03-03 28(1)학급 편성(578명) 초등학교 입학식 107명(남 46명, 여 61명)
- 2014-09-01 황순기 교장 취임
- 2015-02-09 학교 교문 설치
- 2015-02-13 제16회 졸업식 85명(누계 3605명)
- 2015-03-01 28(1)학급 편성(555명), 초등학교 입학식 84명(남 51명, 여 33명)